# Sergio Quinzio
Sergio Quinzio, pseudonimo di Sergio Guinzio (Alassio, 5 maggio 1927 – Roma, 22 marzo 1996), è stato un teologo, aforista ed esegeta biblico italiano, tra i più originali del XX secolo.

## Biografia
(dal Diario profetico, Adelphi, p. 19)
Figlio del capo dei vigili urbani, di origine abruzzese, della natia Alassio (SV), Quinzio trascorse nella cittadina ligure un'infanzia serena e relativamente agiata, fino a quando le brutalità che segnarono le ultime fasi della Guerra non costrinsero la famiglia a riparare a Roma.
Qui il giovane Quinzio si iscrisse alla facoltà di ingegneria, passando poi a filosofia, ma le necessità della famiglia lo convinsero a tentare il concorso presso l'Accademia della Guardia di Finanza, dove entrò nel 1949. Rimarrà in servizio per 17 anni.
Nel 1958, pubblicò il suo primo libro, Diario profetico, dove adottò lo per la prima volta pseudonimo Quinzio poiché, in quanto militare, avrebbe potuto usare il suo verò cognome solo con il consenso dei superiori.
Nel 1963 sposò Stefania, figlia del senatore socialista Gaetano Barbareschi, già deputato all'Assemblea Costituente e Ministro del Lavoro nei gabinetti di Ferruccio Parri e Alcide De Gasperi.
Dopo la morte della giovane moglie, dalla quale aveva avuto la figlia Pia, nel 1970 si ritirò in isolamento per quattordici anni a Isola del Piano, un piccolo paese delle Marche, dove continuò i suoi studi della Bibbia. Tra le sue opere è da segnalare il monumentale Un Commento alla Bibbia (1972). Collaborò con diversi quotidiani nazionali (La Stampa, il Corriere della Sera, l'Espresso, Il Giornale di Indro Montanelli).
Si risposò con Anna Giannatiempo, docente all'università di Perugia, nel 1976.

## Pensiero

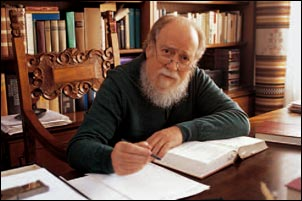
Sergio Quinzio nel suo studio (1994)

Già nelle prime opere, come Diario profetico e Religione e futuro, l'autore preferisce l'incrociarsi del motivo autobiografico con le argomentazioni teologiche, sul filo di un disagio esistenziale in cui lo stesso scrivere "è già tradire tutto":
(da Religione e futuro, 1962)
Nel Commento alla Bibbia (prima edizione 1972), che è l'opera più importante, Quinzio riprende e commenta per citazioni tutte le scritture, dalla Genesi all'Apocalisse, affermando una tesi essenziale: la salvezza portata da Dio all'uomo è una salvezza disperata, perché Dio non è perfettamente onnipotente. L'unica vera speranza consiste nella venuta del Regno promessa da Cristo, in cui i morti risorgeranno e Gesù tornerà per sempre a vivere tra coloro che lo hanno atteso nei millenni.
In Dalla gola del leone (1980), una delle opere più interessanti, troviamo considerazioni intime dolorosamente e sinceramente autobiografiche, nate perlopiù dal carteggio con Anna Giannatiempo, e che si mescolano con intuizioni e riflessioni sulla verità biblica e sulla sua disperata speranza.
(da Dalla gola del leone, 1980)
Ne La sconfitta di Dio (1992), palesa tutto il senso della debolezza di Dio di fronte all'urgenza di salvezza degli uomini: "E, mentre l'indice addita il futuro sperato, lo addita dall'esperienza di un Dio assente dal mondo, un Dio che deve misteriosamente pervenire alla propria divinità attraverso la lacerazione e la sconfitta" (p. 49).
In Mysterium iniquitatis (1995), dal paolino 2 Tessalonicesi  2, 7, prende le profezie di Malachia come spunto per un esito di tipo escatologico: la Chiesa è destinata a scomparire con un'enciclica che sancisce "il dogma del fallimento del cristianesimo nella storia del mondo". E con tale fallimento divenuto vergognosamente insopportabile, scandalosamente insostenibile, l'ultimo papa presagisce anche la fine della Storia.

### Opere di Sergio Quinzio
- Sergio Quinzio, Diario profetico, collana Piccola Biblioteca Adelphi, 2ª ed., Milano, Adelphi, 1996  [1958], ISBN 9788845912054.
- Sergio Quinzio, Religione e futuro, collana Piccola Biblioteca Adelphi, Milano, Adelphi, 2001  [1962], ISBN 9788845916045.
- Sergio Quinzio, Giudizio sulla storia, collana Le situazioni, Milano, Silva, 1964, OCLC 797749980, SBN SBL0267912.
- Sergio Quinzio, Cristianesimo dell'inizio e della fine, collana Saggi. Nuova serie, 3ª ed., Milano, Adelphi, 2014  [1967], ISBN 9788845928741.
- Sergio Quinzio, Che cosa ha veramente detto Teilhard de Chardin, collana Che cosa ha veramente detto, Roma, Ubaldini, 1967, OCLC 797419693, SBN LO11343924.
- Sergio Quinzio, Laicità e verità religiosa. La religione nella scuola, collana Problemi della didattica, Milano, Armando, 1970, OCLC 797345717, SBN LIA0043913.
- Sergio Quinzio, Le dimensioni del nostro tempo, collana Problematica attuale, Padova, Rebellato, 1970, OCLC 955850144, SBN SBL0093126.
- Sergio Quinzio, Quirino Principe e Armando Plebe, I potenti della letteratura, a cura di Rodolfo Quadrelli, collana Problemi attuali, Milano, Rusconi, 1970, OCLC 879103494, SBN SBL0365659.
- Sergio Quinzio, L'incoronazione, 2ª ed., Roma, Armando, 1981  [1971], OCLC 797712330, SBN RAV0215235.
- Sergio Quinzio, Un commento alla bibbia. Sul pentateuco e i libri storici, vol. I, Milano, Adelphi, 1972, OCLC 636066220.
- Sergio Quinzio, Un commento alla bibbia. Sui Libri Sapienziali, i Libri Profetici, e i Maccabei, vol. II, Milano, Adelphi, 1973, OCLC 955571329.
- Sergio Quinzio et al., Lettere dal monastero di Montebello. S. Pasqua 1973, Urbania, 1973, OCLC 883719144, SBN UFI0383461.
- Sergio Quinzio, Un commento alla bibbia. Sui Vangeli e gli Atti degli Apostoli, vol. III, Milano, Adelphi, 1974, OCLC 955529024.
- Sergio Quinzio et al., Lettere dal monastero di Montebello. Epifania 1974, Urbania, 1974, OCLC 955215130, SBN BVE0308277.
- Sergio Quinzio e Piero Stefani, Monoteismo ed ebraismo, collana Filosofia e problemi d'oggi, Roma, Armando, 1975, OCLC 462836164.
- Sergio Quinzio, Un commento alla bibbia. Sulle Lettere di Paolo, le Lettere Cattoliche e l’Apocalisse, vol. IV, Milano, Adelphi, 1976, OCLC 955571330.
- Sergio Quinzio, L'impossibile morte dell'intellettuale, collana Controcampo, Roma, Armando, 1978, OCLC 1448588064.
- Sergio Quinzio, La fede sepolta, collana Saggi. Nuova serie, 2ª ed., Milano, Adelphi, 1997  [1978], ISBN 9788845912962.
- Sergio Quinzio, Dalla gola del leone, collana Piccola Biblioteca Adelphi, 4ª ed., Milano, Adelphi, 1980, ISBN 9788845904400.
- Sergio Quinzio, La filosofia della Bibbia, collana Filosofia, Brescia, Morcellania, 2015  [1981], ISBN 9788837221478, OCLC 915930202.
- Sergio Quinzio, Silenzio di Dio. È ancora possibile credere?, Roma, Il Saggiatore, 2017  [1982], ISBN 9788842821540.
- Sergio Quinzio, La croce e il nulla, collana Saggi. Nuova serie, 2ª ed., Milano, Adelphi, 2006  [1984], ISBN 9788845920578.
- Sergio Quinzio, La speranza nell'apocalisse, collana Spiritualità del quotidiano, presentazione di Carlo Carretto, 2ª ed., Milano, Edizioni Paoline, 2002  [1984], ISBN 9788831523196, OCLC 849232497.
- Sergio Quinzio, Domande sulla santità. Don Bosco, Cafasso, Cottolengo e gli zaddiqìm, 2ª ed., Torino, Edizioni Gruppo Abele, 2007  [1986], ISBN 9788871064871, OCLC 955422474.
- Sergio Quinzio, Radici ebraiche del moderno, collana Piccola Biblioteca Adelphi, 6ª ed., Milano, Adelphi, 1990, ISBN 9788845907906.
- Sergio Quinzio, Un commento alla Bibbia, collana Saggi. Nuova serie, 5ª ed., Milano, Adelphi, 1991, ISBN 9788845908644.
- Sergio Quinzio, La sconfitta di Dio, collana Piccola Biblioteca Adelphi, 10ª ed., Milano, Adelphi, 1992, ISBN 9788845908880.
- Sergio Quinzio, Incertezze e provocazioni, collana Problemi di attualità, Torino, La Stampa, 1993, ISBN 9788877830746, OCLC 797793956.
- Sergio Quinzio, Mysterium iniquitatis. Le encicliche dell’ultimo papa, collana Piccola Biblioteca Adelphi, 4ª ed., Milano, Adelphi, 1995, ISBN 9788845911071.
- Sergio Quinzio, La tenerezza di Dio, a cura di Leo Lestingi, collana Etcetera, Roma, Castelvecchi, 2020  [1997], ISBN 9788832828856, OCLC 1238146689.
- Sergio Quinzio, I Vangeli della domenica, collana Piccola Biblioteca Adelphi, 3ª ed., Milano, Adelphi, 1998, ISBN 9788845913778.
- Sergio Quinzio, L'esilio e la gloria. Scritti inediti 1969-1996, a cura di Anna Giannatiempo Quinzio e Francesco Permunian, collana Quaderni, Associazione Culturale In forma di parole, 1998, OCLC 1238139800, SBN TO01560008.
- Sergio Quinzio, Dialogo sulla fede, collana Storie, Favara, Medinova e Associazione Culturale Fabrizio De Andrè, 2000.
- Sergio Quinzio, La croce e il mare. Poesie 1943-1947, a cura di Giorgio Calcagno, collana Passages, Torino, Aragno Editore, 2002, ISBN 9788884191236, OCLC 878574556, SBN TO01148370.
- Sergio Quinzio e Bruno Forte, Solitudine dell'uomo, solitudine di Dio, collana Pellicano rosso. Nuova serie, Brescia, Morcellania, 2003, ISBN 9788837219291, OCLC 878754176.
- Sergio Quinzio, «Mi ostino a credere». Autobiografia in forma di dialogo, a cura di Gabriella Caramore e Maurizio Ciampa, collana Pellicano rosso, Brescia, Morcellania, 2006, ISBN 9788837221058, OCLC 799229247.
- Sergio Quinzio e Guido Ceronetti, Un tentativo di colmare l'abisso. Lettere 1968-1996, collana La collana dei casi, Milano, Adelphi, 2014, ISBN 9788845928758.

### Opere di  critica
- Massimo Iiritano (a cura di), Sergio Quinzio. Profezie di un'esistenza, collana Saggi, Catanzaro, Rubbettino, 2000, ISBN 9788872848753, OCLC 797673657.
- Massimo Iiritano e Daniele Garota (a cura di), Il Messia povero. Nichilismo e salvezza in Sergio Quinzio, collana Saggi, Catanzaro, Rubettino, 2004, ISBN 9788849806373, OCLC 799468243.
- Luca Grecchi, La verità umana nel pensiero religioso di Sergio Quinzio, collana Il giogo, Pistoia, Petite plaisance, 2004, ISBN 9788875880989, OCLC 1371876742.

- Massimo Iiritano, Teologia dell’ora nona, collana Costellazioni, Roma, Castelvecchi, 2021  [2006], ISBN 9788832903966, OCLC 799378067.
- Angelo Scottini, Sergio Quinzio. Il profeta deluso, collana Testimoni del nostro tempo, Milano, Ancora, 2006, ISBN 9788851402877, OCLC 799670297.
- Rita Fulco, Il tempo della fine. L'apocalittica messianica di Sergio Quinzio, collana Scritture, Reggio Emilia, Diabasis, 2007, ISBN 9788881034802, OCLC 860501249.
- Mariano Borgognoni, La fede ferita. Un confronto col pensiero di Sergio Quinzio, Assisi, Cittadella Editrice, 2009, ISBN 9788830810228, OCLC 956207766.
- Leopoldo Sandonà, Sergio Quinzio, collana Filosofi italiani del Novecento, Città del Vaticano, Lateran University Press, 2014, ISBN 9788846509482, OCLC 898001129.
- Maria Pia Quinzio, Sergio Quinzio. Ritratto di un teologo (PDF), in Mediterraneo dossier, n. 47, Isola del Piano, Fondazione Girolomoni, 2015,  pp. 13-14, ISSN 2282-2100 (WC · ACNP). URL consultato il 22 febbraio 2025 (archiviato dall'url originale il 22 febbraio 2025).
- Maria Pia Quinzio, Mio padre e io. Ricordi di vita con Sergio Quinzio, collana Testimonianze, Roma, Armando, 2016, ISBN 9788869920905, OCLC 1046009358.
- AA. VV., Il segno del sacro. A partire da Sergio Quinzo, collana Saggistica, Albatros Editrice, 2018, ISBN 9788899906801, OCLC 1420593597.
- Giuseppe Bertori (a cura di), Verità e profezia nel tempo dell'"eclissi di Dio" : percorso di studi su Sergio Quinzio (1927-1996), filosofo e scrittore cristiano, collana Teorie, Panzano in Chianti, Edizioni Feeria, 2021, ISBN 9788893730389, OCLC 1463575504.